# Mahogany Hall Bern

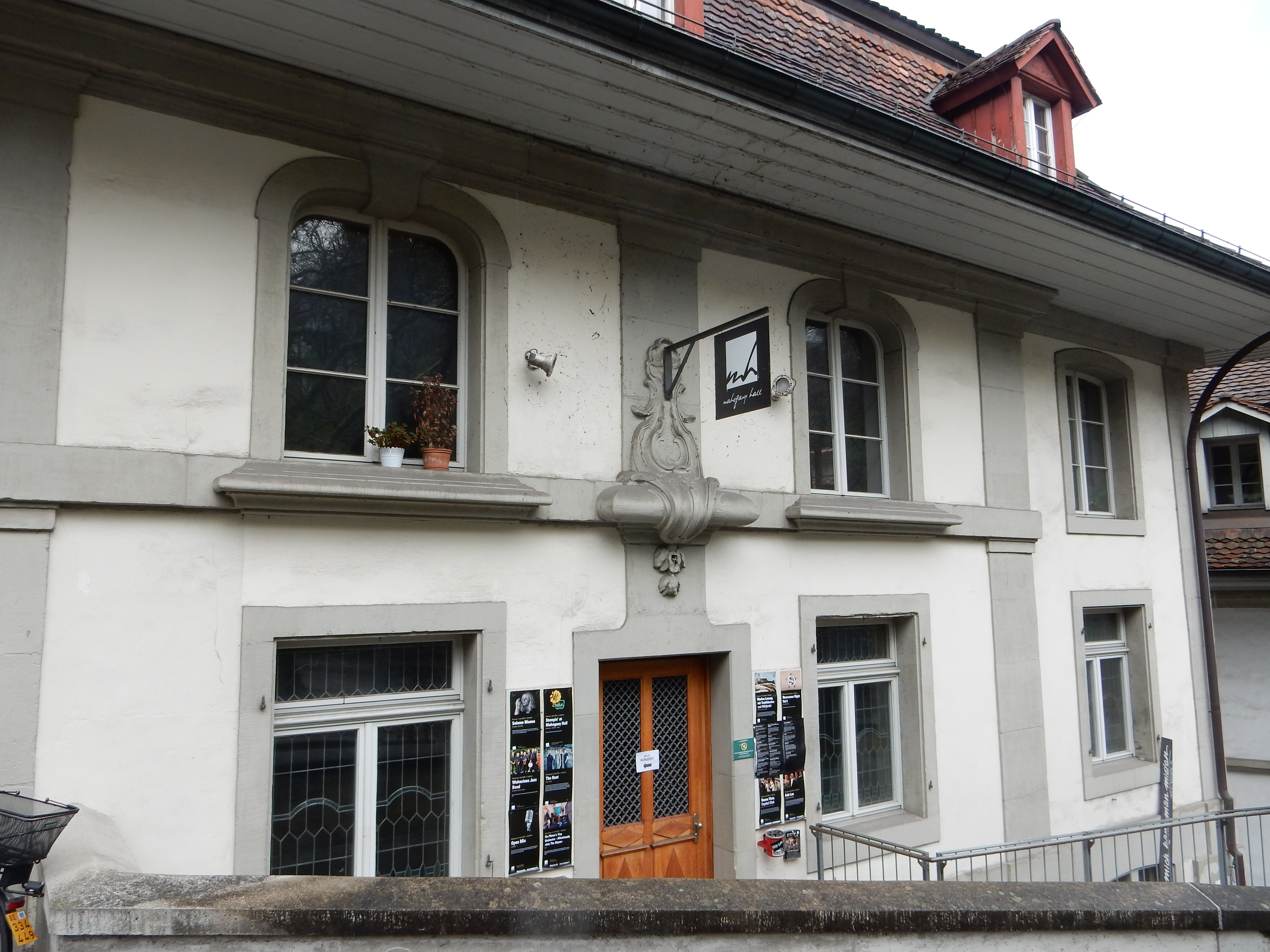
Die Mahogany Hall am Klösterlistutz in Bern (2023)

Die Mahogany Hall Bern in der Schweiz ist ein Musikclub, der seit 1968 besteht.

## Einleitung
In den 1960er Jahren war Livemusik angesagt, und doch gab es in der Stadt Bern nicht viele Konzertlokale für Jugendliche.
Der von der gleichnamigen Band am 21. Februar 1968 gegründete Longstreet Jazzclub hatte nach kurzer Zeit über 100 Mitglieder – und kein Lokal für Clubkonzerte. So spielte die Band an diversen Orten und wöchentlich in der «Schwarzen Tinte». Als am Klösterlistutz das Lager eines Leinölfabrikanten in den früheren Räumlichkeiten des Restaurants «Klösterli» aufgehoben wurde, mietete sich der Jazzclub im Gebäude, das von den Behörden als Abbruchobjekt betrachtet wurde, ein und richtete das Lokal in unzähligen Stunden Arbeit her. Am 6. Dezember 1968 eröffnete die «Mahogany Hall». Der Name wurde in Anlehnung an eines der berühmtesten Hot-Lokale von New Orleans gewählt. Im ersten Jahr fanden vorwiegend Konzerte der Hausband statt, die jeweils am Montag dort probte und am Mittwoch für die Gäste spielte. Die Bühne befand sich beim heutigen Mischpult, und die Bestuhlung bestand aus Gartentischen und Klappstühlen. Diese konnten im Laufe der Jahre durch Bestände aus dem Theater am Zytglogge ersetzt werden. Dazu sorgten diverse Brände in den Kinos Capitol, Jura und Sonor jeweils für eine Erneuerung der Bestuhlung.

## Chronologie
- 1969: Der Mietzins für den der Stadt Bern gehörenden Raum beträgt CHF 90.-. Der Mitgliederbeitrag beträgt CHF 6.- und die Eintrittspreise CHF 2.30 respektive für Mitglieder CHF 1.15.
 Der Musikerraum, eine Musiker- und eine Gästetoilette sowie ein kleines Büro befinden sich auf der Fläche des heutigen Barbereichs.
 Um die Abende noch attraktiver zu machen, wird eine Tanzfläche eingerichtet. Doch schon bald schreitet die Polizei ein: Tanzen verboten! Auch ein Getränkeautomat darf nicht aufgestellt werden.
- 1971: Der Folk Club Bern wird in der Mahogany Hall Bern gegründet. Vorerst einmal im Monat finden Hootenannies statt (vergleichbar mit den heutigen Open-Mic-Konzerten). Diese sind bei Musikerinnen und Musikern von nah und fern sehr beliebt, ziehen ein grosses Publikum an und dauern nicht selten bis in die frühen Morgenstunden. Dazu kommen Auftritte von Einzelmusikerinnen, -musikern und Bands aus dem In- und Ausland. Bald pendelt sich der Rhythmus ein: jeden Mittwoch traditioneller Jazz, jeden Freitag Folk.
 An einem Gastkonzert des Zürcher Folk Clubs in der Mahogany wird die mitgebrachte Idee konkretisiert, gemeinsam das erste Folkfestival der Schweiz auf Schloss Lenzburg zu organisieren. Das Mahogany-Team engagiert sich aktiv an diesem Pionierfestival, das von 1972 bis 1980 jeden Sommer stattfinden wird und sich als zentraler Anlass der Folkszene etabliert.
- 1972: Der legendäre Klarinettist Albert Nicholas, 1900 in New Orleans geboren, tritt an mehreren Abenden zusammen mit der Longstreet Jazzband am Klösterlistutz auf.
 Mani Matter gibt sein einziges Konzert in der Mahogany. Ins Gästebuch zeichnet er ein weinendes Auto und schreibt «gram» dazu. Am 24. November 1972 stirbt er bei einem Autounfall.
 Die Mahogany Hall veranstaltet an ihrem vierte Geburtstag einen Chlouseabend. Nomen est Omen; der Musiker Chlöisu Friedli ist der Samichlous. Er wird von einem echten Esel begleitet.
- 1973: Der alte Gaskochherd, der in der kalten Jahreszeit dank Haube, Rohr und Ventilator für die Lufterwärmung im Konzertraum gesorgt hat, wird durch einen Ölofen ersetzt.
- 1975: Der Konzertraum wird aareseitig erweitert und die Bühne an den heutigen Standort gezügelt. Dreitägiges Mahogany-Folk-Fest im Lokal und im Hof zugunsten des Vereins «Bern Bleibt Grün».
- 1976: Mitte der 70er Jahre wird die Konzertbühne mehrmals in Aufsehen erregenden Aktionen auf die Aare verlegt. Mit mehreren Weidlingen werden Zuschauer und Musiker auf dem Fluss runtergeflösst und auf dem Aaremätteli (unterhalb der Mahogany, beim Eingang zum grossen ehemaligen Käsekeller) finden attraktive Sommerkonzerte statt, deren Erlös zum Beispiel Amnesty International zugutekommt.
- 1977: In der Nacht vom 13. auf den 14. Mai 1977 brennt der Dachstock der Mahogany Hall aus ungeklärten Gründen lichterloh.
 Als eigentliche Geburtstunde des Gurtenfestivals gilt wohl ein nächtlicher Erkundungsspaziergang nach einem Mahogany-Konzert von Chita Fricker und Daniel Leutenegger zum zukünftigen Festivalgelände. Am 2./3. Juli steigt auf dem Gurten das 1. Internationale Folkfestival, veranstaltet durch das Mahogany-Team und unzähligen Helferinnen und Helfern, in Zusammenarbeit mit dem Folkfestival auf der Lenzburg. Es lockt bereits 20'000 Zuschauer an. Die Hälfte des Gewinns fliesst in den Renovationsfonds der Mahogany Hall, die andere an den WWF.
- 1978: Im Mai findet das grosse WWF-Fest «Fescht für ds Läbe» in Bern statt unter Mitwirkung der Mahogany Hall. Die sogenannte «Malerei» (heute Treppenhaus, WC-Anlagen, Lager und EG-Atelier) wird für CHF 50 monatlich hinzugemietet und dient hauptsächlich als Getränkelager der Mahogany Hall und Materiallager des Gurtenfestivals.
In den 70er- und 80er-Jahren pflegen die beiden Ehrenmitglieder Franz und Nelly Weber die Geranien des Lokals. Dank ihrer Arbeit erhält der Verein diverse Preise von «Bern in Blumen».
Brownie Bruno Schlumpf prägt mit seinem Stammtisch und dem legendären Knochen auf seinem Tisch die Jazzkonzerte. Er unterstützt die Mahogany jeweils finanziell sehr stark, auch indem er Gagen in einem Couvert übergibt, mit der Bemerkung 'bringt bitte diese oder jene Gruppe für dieses Geld in die Mahogany'.
- 1980: Ar Baradoz kommt als neue Hausband der Mahogany Hall dazu. Bei knapper Finanzlage des Vereins spielen diese (Longstreet, Bluegrass Blossoms, Ar Baradoz und etwa auch Urs Hostettler, Martin Diem und Luc Mentha) jeweils Gratiskonzerte zugunsten der Mahogany Hall.
 Der monatliche Mietzins beläuft sich zwischenzeitlich auf CHF 360.- (Konzert- und Lagerlokal). Passivmitgliederbestand: über 3'000!
- 1983: Das Berner Stimmvolk lehnt die Umgestaltung des Klösterli-Areals (Tesar-Projekt) ab. Für die Mahogany Hall ist dies von Vorteil – in der Überbauung hätte sie wohl längerfristig keinen Platz mehr gefunden. Architekt Heinz Tesar hat die Mahogany zwar in sein Projekt integriert, doch es ist bekannt, wie schwierig es sein dürfte, in einer neuen Wohnüberbauung als Musikclub zu überleben.
- 1987: Im Herbst findet im Konzertraum sowie im Lager der Mahogany eine grosse musikalische und kulinarische Finissage statt. Im Anschluss an das Fest beginnt die Räumung des Lokals.
- 1987–1990: Unter der Leitung des Architekten Fritz Tanner wird das Areal Klösterlistutz 16–20 umgebaut. Im Juni 1988 stossen die Bauarbeiter auf mehrere Skelette. Der Fundort befindet sich wenige Zentimeter unter dem Fussboden der heutigen Bar. Total werden 120 Bestattungen freigelegt, die dem Friedhof des Siechenhauses (1339–1527) zugeordnet werden können. Durch die Grabarbeiten entsteht ein neuer Keller für die Haustechnik.
- 1988: Die Vereine Longstreet Jazzclub und Folk Club Bern werden zum Verein Mahogany Hall zusammengelegt.
- 1990: Die Mahogany Hall startet in eine neue Ära und öffnet sich auch für andere Musikrichtungen. Das Konzertmanagement erfolgt auf dem Computer (Atari ST). Auch die alten Kassenbücher haben ausgedient: die doppelte Buchhaltung wird nun elektronische geführt. Das 8-Kanal-Mischpult wird durch eine moderne 32-Kanal-Anlage ersetzt. Die alte fixe Kinobestuhlung wird durch eine Bistrobestuhlung ausgetauscht. Die Gurten-Brauerei sponsert eine Bar und dank einer Casinobewilligung können erstmals offiziell Getränke verkauft werden. Zur Überbrückung der Lichtsituation kann die ehemalige Lichtanlage des Theaters «Rampe» geerbt werden. Der Mietzins beträgt nun CHF 1780.–.
Die Berner Troubadours (Markus Traber, Bernhard Stirnemann und Ruedi Krebs) treten in der renovierten Mahogany Hall auf und spielen «das neue Programm» über 60 Mal vor praktisch immer ausverkauftem Haus.
- 1993: Die Mahogany Hall feiert ihr 25. Jubiläum mit einem grossen, 3-tägigen Anlass, Brunch im Festzelt und vielen Künstlern aus dem In- und Ausland
- 1996: Das grosse 3-Monatsplakat hat ausgedient. Die Mitglieder informieren sich anhand einer kleinen Broschüre mit einem grösseren Infoteil über die bevorstehenden Konzerte. Die Umstellung ist von Misstönen begleitet, da in einigen Haushalten das Plakatprogramm einen fixen Platz in der Wohnung hat.
- 2003: Die Mahogany durchlebt schwierige Jahre, in denen die Passivmitglieder aus Altersgründen schwinden. Es wird viel Jazz geboten, der jedoch nach Abwanderung von Be-Jazz in die Vidmarhallen nicht mehr viele Besucher anzieht. Hotelkosten für ausländische Bands und Fixgagen bei wenig Besucherinnen und Besuchern belasten das Budget. Der Finanzchef stopft Löcher vorübergehend aus der eigenen Tasche, um Rechnungen begleichen zu können.
Mit mehr Privatanlässen wird versucht, trotz des mittlerweile stattlichen Mietzinses von 3450.– schwarze Zahlen zu schreiben.
- 2011: Eine neue, zum Teil verjüngte Leitung bringt frischen Wind. Die Mahogany Hall erhält ein neues Logo und einen einheitlichen Auftritt. Vermehrt werden Konzerte für junges Publikum angeboten, und mehr Bands aus der Schweiz finden den Weg an den Klösterlistutz. Diese Massnahmen und die verstärkte Werbung zeigen Erfolg. Es können längst fällige technische Erneuerungen vorgenommen und der wackelige Flügel ersetzt werden. Die New York Times erwähnt die Mahogany Hall als «must see» in Bern.[1]
- 2014: Das Schweizer Fernsehen belagert während drei Tagen die Mahogany Hall für den Dreh einer Szene von Total Birgit.
- 2016: Das Schicksal von vielen Musikclubs droht auch die Mahogany zu ereilen – einige Nachbarn stören sich am draussen hörbaren «Musiklärm» und verlangen Abhilfe. Die Stadt erachtet den Betrieb als erhaltenswürdig und lässt die denkmalgeschützten Mauern und Fenster in einem aufwendigen Verfahren lärmschutzkonform dämmen. Nun gilt es nur noch, den Gästen das Betreten der Aussenbereiche mit Getränken zu ermöglichen, was seit dem Rauchverbot ein wichtiger Punkt ist. Die entsprechende Bewilligung wird beantragt.
- 2017: Die Mahogany fördert junge Bands mit regelmässigen Contests und offener Bühne, Tanzschulen mieten sich für Tanzabende ein, viele CDs werden getauft und auch Urgesteine treten regelmässig auf. Über 100 Aktivmitglieder arbeiten ehrenamtlich hinter der Bar und an der Kasse, andere als Abendchefs und geschulte am Mischpult. Sie machen jedes der jährlich rund 140 Konzerte und die 20–30 Tanzabende zu einem tollen Erlebnis für die Gäste, die sich in der gemütlichen Atmosphäre sichtlich wohl fühlen. Die Passivmitgliederzahl steigt wieder etwas an.
- 2018: Jubiläum 50 Jahre Mahogany Hall: Im Jubiläumsjahr steht jeden Monat ein Jubiläumsspecial auf dem Programm: Local Heroes, namhafte Künstler und Bands, welche den Club auf seinem Weg begleitet haben, sowie neu explizit Bands aus der Westschweiz, treten auf. Die Gäste erfahren Wissenswertes über den Club und Saisonkarten werden verlost. Vom 26. November mit der Longstreet Jazzband und ihrem Zibeledixie bis zum eigentlichen Geburtstag am 6. Dezember finden täglich Konzerte und Events statt, um die Mahogany einem möglichst breiten Publikum nahe zu bringen.